# Culture en fed-batch
 (mars 2025).

Schémad'un bioréacteur fed-batch

La culture en alimentation discontinue, plus communément appelée fed-batch est, au sens large, dans les processus biotechnologiques, définie comme une technique opérationnelle dans laquelle un ou plusieurs nutriments (substrats) sont introduits (fournis) dans le bioréacteur pendant la culture, et où le(s) produit(s) reste(nt) dans le bioréacteur jusqu'à la fin du cycle. Une autre description de la méthode est celle d'une culture dans laquelle « un milieu de base soutient la culture cellulaire initiale et un milieu d'alimentation est ajouté pour prévenir l'épuisement des nutriments ». Il s'agit également d'un type de culture en semi-batch. Dans certains cas, tous les nutriments sont introduits dans le bioréacteur. L'avantage de la culture en fed-batch est que l'on peut contrôler la concentration du substrat dans le liquide de culture à des niveaux arbitrairement souhaités (la plupart du temps, à des niveaux faibles).
D'une manière générale, la culture fed-batch est supérieure à la culture batch conventionnelle lorsque le contrôle des concentrations d'un (ou de plusieurs) nutriment(s) affecte le rendement ou la productivité du métabolite souhaité.

## Types de bioprocessus
Les types de bioprocessus pour lesquels la culture en fed-batch est efficaces peuvent être résumés comme suit.

### Inhibition du substrat
Les nutriments tels que le méthanol, l'éthanol, l'acide acétique et les composés aromatiques inhibent la croissance des micro-organismes, même à des concentrations relativement faibles. L'ajout de ces substrats permet de raccourcir le temps de latence et de réduire considérablement l'inhibition de la croissance cellulaire.

### Haute densité cellulaire (concentration cellulaire élevée)
Dans une culture discontinue, pour atteindre des concentrations cellulaires très élevées, par exemple 50–100 g de cellules sèches/L, il faut des concentrations initiales élevées de nutriments dans le milieu. À de telles concentrations, les nutriments deviennent inhibiteurs, même s'ils n'ont pas cet effet aux concentrations normales utilisées dans les cultures discontinues.

### Effet glucose (effet Crabtree)
Dans la production de levure de boulanger à partir de moût de malt ou de mélasse, on sait depuis le début des années 1900 que de l'éthanol est produit si un excès de sucre est présent dans le liquide de culture, même en présence d'oxygène dissous en quantité suffisante. L'éthanol est l'une des principales causes du faible rendement cellulaire. La formation aérobie d'éthanol en présence d'une concentration de glucose est connue sous le nom d'effet glucose ou effet Crabtree. Pour réduire cet effet, un processus de fed-batch est généralement utilisé pour la production de levure de boulanger. Dans les cultures aérobies d'Escherichia coli et de Bacillus subtilis, des acides organiques tels que l'acide acétique (et, en moindre quantité, l'acide lactique et l'acide formique) sont produits en tant que sous-produits lorsque la concentration en sucre est élevée. Ces acides inhibent la croissance cellulaire et ont un effet néfaste sur les activités métaboliques. La formation de ces acides est appelée effets bactériens de Crabtree.

### Répression des catabolites
Lorsqu'un micro-organisme reçoit une source d'énergie carbonée rapidement métabolisable, telle que le glucose, l'augmentation de la concentration intracellulaire d'ATP qui en résulte entraîne la répression de la biosynthèse des enzymes, ce qui ralentit la métabolisation de la source d'énergie. Ce phénomène est connu sous le nom de répression des catabolites. De nombreuses enzymes, en particulier celles impliquées dans les voies cataboliques, sont soumises à cette régulation répressive. Une méthode efficace pour surmonter la répression du catabolite dans la biosynthèse enzymatique est la culture en fed-batch, dans laquelle la concentration de glucose dans le liquide de culture est maintenue à un faible niveau, la croissance restreinte et la biosynthèse enzymatique déréprimée. L'alimentation lente en glucose dans la fermentation de la pénicilline par Penicillium chrysogenum est un exemple classique dans cette catégorie.

### Mutants auxotrophes
Dans un processus microbien utilisant un mutant auxotrophe (mutant exigeant des nutriments), l'apport excessif du nutriment requis entraîne une croissance cellulaire abondante avec une faible accumulation du métabolite désiré, en raison de l'inhibition de la rétroaction et/ou de la répression des produits finaux. En revanche, la privation du nutriment requis réduit la croissance cellulaire ainsi que la production globale du métabolite souhaité, car le taux de production est généralement proportionnel à la concentration cellulaire. Dans un tel bioprocessus, l'accumulation du métabolite souhaité peut être maximisée en cultivant le mutant sur une quantité limitée du nutriment requis. Pour cela, on l'introduit dans la culture à un taux contrôlé. Cette technique est souvent utilisée dans la production industrielle d'acides aminés avec des mutants auxotrophes. Un exemple est la production de lysine avec un mutant de Corynebacterium glutamicum nécessitant de l'homosérine ou de la thréonine/méthionine et ne possédant pas le gène de l'homosérine déshydrogénase.

### Contrôle de l'expression d'un gène à l'aide d'un promoteur répressible
La transcription d'un gène ayant un promoteur répressible en amont du cadre de lecture ouvert est réprimée par la combinaison de ce que l'on appelle un holorépresseur avec la région de l'ADN correspondant à l'opérateur. Lorsqu'un composé chimique spécifique est présent dans le liquide de culture, le composé (ou son métabolite) dans les cellules se combine en tant que corépresseur avec un aporépresseur (sorte de facteur de transcription) pour former l'holorépresseur. Le maintien d'une concentration aussi faible que possible de ce composé (tout en permettant une croissance cellulaire suffisante) permet de poursuivre l'expression du gène régulé. La culture en fed-batch est une technique efficace pour y parvenir. Le promoteur trp et le promoteur phoA sont des exemples de promoteurs répressibles.
Un dernier processus peut être celui de la prolongation de la durée de fonctionnement, avec supplément d'eau perdue par évaporation et diminution de la viscosité du bouillon de culture.

## Types de stratégies de culture

### Culture celullaire à haute densité
La stratégie fed-batch est généralement utilisée dans les processus bio-industriels pour atteindre une densité cellulaire élevée dans le bioréacteur,,,. La plupart du temps, la solution d'alimentation est fortement concentrée pour éviter la dilution du bioréacteur. La production de protéines hétérologues par des cultures fed-batch de micro-organismes recombinants a été largement étudiée,,,.
L'ajout contrôlé du nutriment affecte directement le taux de croissance de la culture et permet d'éviter le métabolisme de débordement (formation de métabolites secondaires, tels que l'acétate pour Escherichia coli, l'acide lactique dans les cultures de cellules de mammifères, l'éthanol dans Saccharomyces cerevisiae) et la limitation de l'oxygène (anaérobiose),.

### Culture en alimentation discontinue constante
La culture en fed-batch la plus simple est celle dans laquelle le taux d'alimentation d'un substrat limitant la croissance est constant, c'est-à-dire que le taux d'alimentation est invariant au cours de la culture. Ce cas est illustré dans le graphique (ici, le volume de culture est variable). Ce type de fed-batch constant est appelé culture discontinue alimentée en permanence (CFBC en anglais) et est bien établie mathématiquement et expérimentalement. Les deux cas possibles de CFBC à volume fixe et variable ont été étudiés.

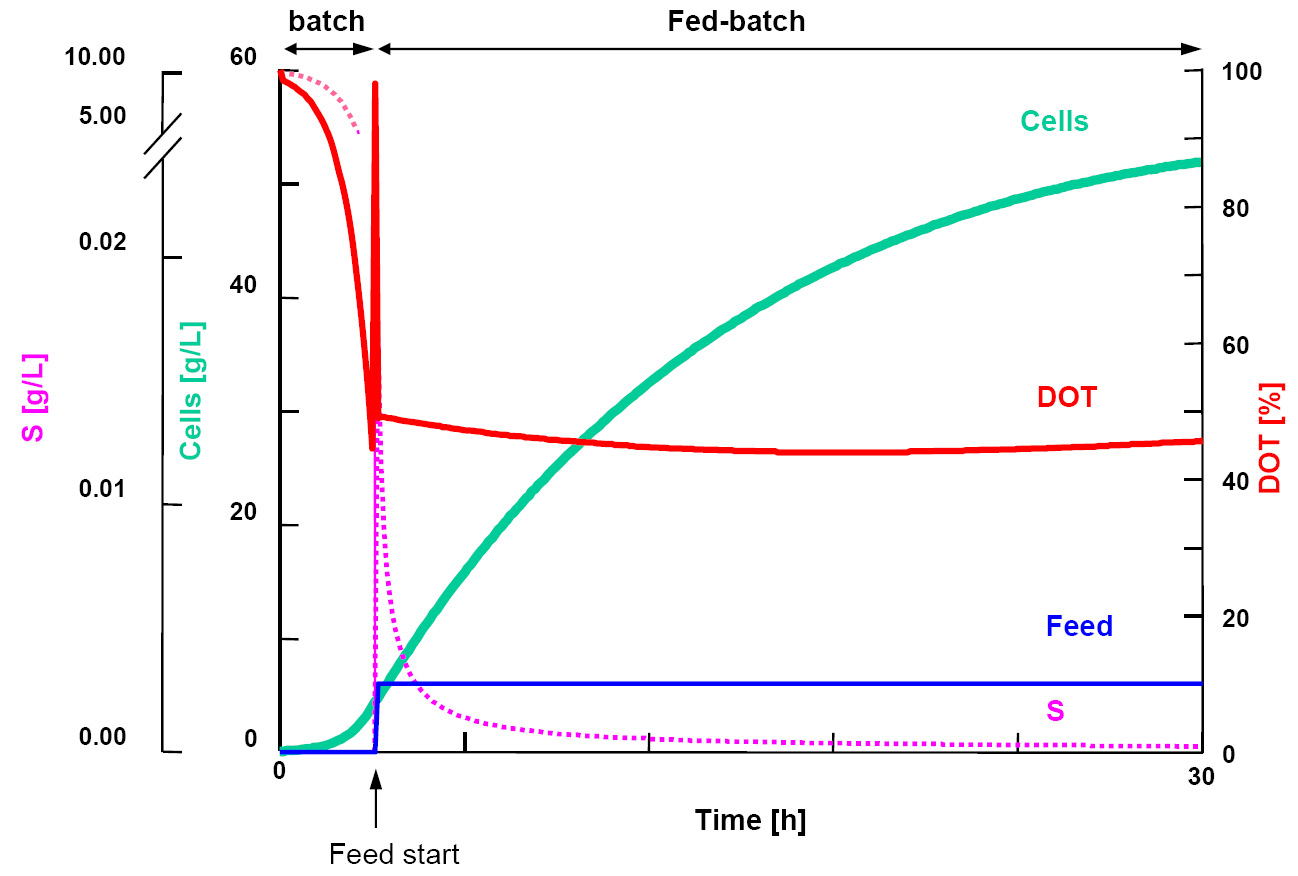
Le graphique montre le principe d'une culture en fed-batch avec alimentation limitée en substrat, avec une phase initiale en discontinu. Après la consommation du substrat initial, une alimentation continue et constante en substrat est mise en place.

### Culture en alimentation discontinue exponentielle
Dans des conditions idéales, les cellules se multiplient de manière exponentielle. Si le taux d'alimentation en substrat limitant la croissance est augmenté proportionnellement au taux de croissance exponentiel des cellules, il est possible de maintenir le taux de croissance spécifique des cellules pendant une longue période, tout en gardant la concentration de substrat dans le liquide de culture à un niveau constant. Le taux d'alimentation requis (volumétrique ou massique) doit être augmenté de manière exponentielle avec le temps, de sorte que ce mode de fed-batch est appelé fed-batch exponentiel (EFBC en anglais).
La limitation du substrat offre la possibilité de contrôler les taux de réaction afin d'éviter les limitations technologiques liées au refroidissement du réacteur et au transfert d'oxygène. La limitation du substrat permet également de contrôler le métabolisme, afin d'éviter les effets osmotiques, la répression des catabolites et le métabolisme de débordement des produits secondaires,,.

## Stratégie de contrôle
Plusieurs stratégies peuvent être utilisées pour contrôler la croissance dans un processus de fed-batch :
| Paramètre de contrôle                  | Principe du contrôle                                          |
| -------------------------------------- | ------------------------------------------------------------- |
| DOT (pO2)                              | DOstat (DOT = constante), F~DOT                               |
| Taux d'assimilation de l'oxygène (OUR) | OUR = constante, F~OUR                                        |
| Glucose                                | mesure de l'oxygène en continu (FIA), glucose = constant      |
| Acétate                                | mesure de l'acétate en continu (FIA), acétate = constant      |
| pH (pHstat)                            | F~pH (l'acidification est corrélée à un haut taux de glucose) |
| Ammonium                               | mesure de l'ammonium en continu (FIA), ammonium = constant    |
| Température                            | T adaptée en fonction de la OUR ou de la pO2                  |